# Yōsuke Kubozuka

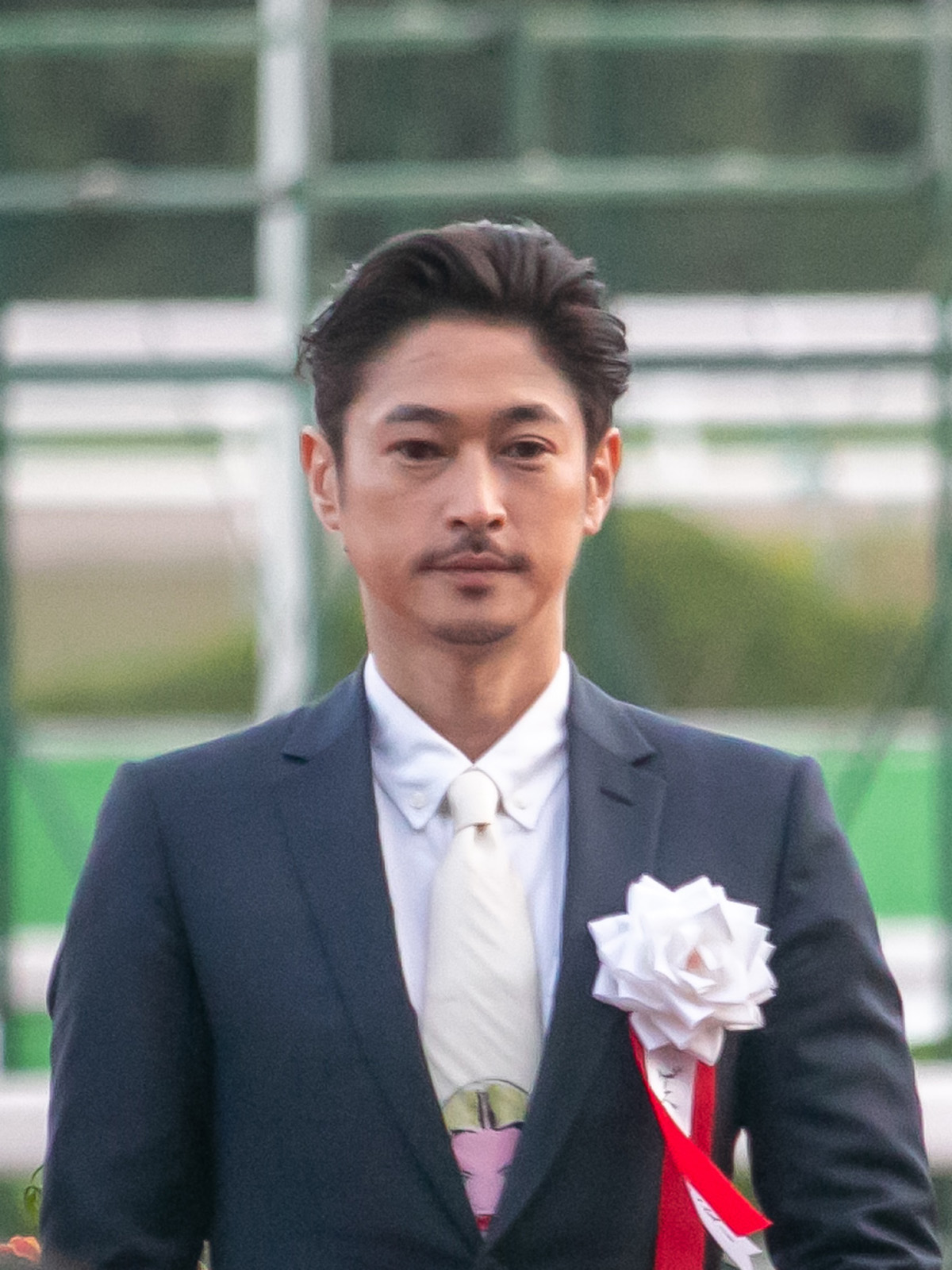
Yōsuke Kubozuka

Yōsuke Kubozuka (jap. 窪塚 洋介, Kubozuka Yōsuke; * 7. Mai 1979 in der Präfektur Kanagawa) ist ein japanischer Schauspieler.

## Biografie
Yōsuke Kubozukas Vater ist Takayasu Kubozuka, der bei Nissan ein Forschungsteam leitet, außerdem hat er noch einen jüngeren Bruder, Shunsuke Kubozuka, der ebenfalls Schauspieler ist. Seit dem 18. Mai 2003 ist er mit der früheren Reggae-Tänzerin Non-Chan verheiratet und hat einen Sohn. Kubozuka ging auf die Yokosuka Senior Oberschule (横須賀高等学校).
Kubozuka war Model für Magazine und Werbespots, bevor er seine Fernsehkarriere in Angriff nahm. 1995 spielte er erstmals in dem Dorama Kindachi Case Files, bekannt wurde er dann 1998 mit seiner Rolle in Great Teacher Onizuka. Seine Darstellung des Bandenchefs King in Ikebukuro West Gate Park brachte ihm den 25. Japanese Television Academy Award für den besten Nebendarsteller ein.
2001 konnte er in Strawberry on the Shortcake neben weiteren jungen Nachwuchsdarstellern wie Hideaki Takizawa und Kyōko Fukada den Part des romantischen Lovers spielen, was ihm große Beliebtheit unter den weiblichen Zuschauern sicherte.
Seinen bisher größten Erfolg markieren zwei Preise der Japanese Academy Awards für die Darstellung eines jungen koreanischstämmigen Japaners im Film Go. Für diese Leistung bekam er auch internationale Auszeichnungen.
Am 6. Juni 2004 überlebte er einen Sturz aus seiner Wohnung im 9. Stock nur leicht verletzt. Im Zusammenhang mit diesem Vorfall sowie einer Auszeit, die er für die Erziehung seines Sohnes nahm, war es erst einmal still um ihn geworden, bis er 2006 mit dem Film Amour-Legende zurück auf die Leinwand kam.

## Filmografie
- 1996: Midori
- 1998: Ping Pong Bath Station (卓球温泉)
- 2000: Oboreru Sakana (溺れる魚)
- 2000: Tomie: Replay (富江ｒｅｐｌａｙ)
- 2001: Go
- 2001: Laundry
- 2002: Keimusho no naka (刑務所の中, Doing Time)
- 2002: Kyōki no sakura (凶気の桜, Madness in Bloom)
- 2002: Ping Pong (2002) (兵乓)
- 2003: Samurai Resurrection (魔界轉生)
- 2005: Tobi ga kururi to (鳶がクルリと)
- 2005: Onaji Tsuki wo Miteiru (同じ月を見ている, Under the Same Moon)
- 2006: Amour-Legende (松鼠自殺事件)
- 2007: Ore wa, Kimi no Tame ni Koso Shini ni Iku (俺は、君のためにこそ死ににいく, I go to die for you)
- 2008: Ichi
- 2008: Maboroshi no Yamataikoku (まぼろしの邪馬台国, Where The Legend Lives)
- 2009: Pandora no hako (パンドラの匣, Pandora’s box)
- 2010: Tōkyo-jima (東京島)
- 2010: Yukizuri no machi (行きずりの街)
- 2011: Genji Monogatari: Sennen no Nazo  (源氏物語―千年の謎)
- 2011: Himizu
- 2016: Mission
- 2016: Silence
- 2019: Pflicht und Schande (Giri/Haji, Fernsehserie, 8 Folgen)

### Dorama
- 1995: Kindaichi Shonen no Jikenbo
- 1998: Wakaba no koro
- 1999: Tengoku ni ichiban chikai otoko
- 1999: Great Teacher Onizuka
- 1999: Lipstick
- 2000: Ikebukuro West Gate Park
- 2000: Omiai kekkon
- 2000: Moichido Kiss
- 2000: Soshite, tomodachi
- 2001: Number One
- 2001: Strawberry on the Shortcake
- 2002: Kaidan Hyaku Monogatari
- 2002: Laundry
- 2002: Long Love Letter

## Auszeichnungen
- 25th Television Academy Awards: Bester Nebendarsteller für Ikebukuro West Gate Park
- 28th Television Academy Awards: Bester Nebendarsteller für Strawberry on the Shortcake
- 2002: Japanese Academy Award: Bester Hauptdarsteller und Bester Nachwuchsdarsteller für Go
- 2001: Hoichi Film Awards: Bester Darsteller für Go
- 2001: Nikkan Sports Film Awards: Ishihara Yujiro Nachwuchsdarsteller Award für Go
- 2002: Kimema Junpo Awards: Bester Hauptdarsteller für Go & Oboreru sakana, Bester Nachwuchsdarsteller für Go
- 2002: Mainichi Film Concurs: Sponichi Grand Prize Nachwuchsdarsteller Award
- 2002: Marrakech International Film Festival: Bester Hauptdarsteller für Go
- 2002: Yokohama Film Festival: Bester Hauptdarsteller für Go & Oboreru Sakana